# Graham Finlay
	Graham Paul Finlay (ur. 3 lutego 1936 w Greymouth, zm. 29 lipca 2018 w Christchurch) – nowozelandzki bokser wagi półśredniej
Reprezentował Nową Zelandię w boksie na Letnich Igrzyskach Olimpijskich 1956, które odbyły się w Melbourne.